# 449 Hamburga
449 Hamburga là một tiểu hành tinh lớn ở vành đai chính. Nó được xếp loại tiểu hành tinh kiểu C, có bề mặt tối và dường như được cấu tạo bằng chondrite cacbonat.
Tiểu hành tinh này do Max Wolf và A. Schwassmann phát hiện ngày 31.10.1899 ở Heidelberg, và được đặt theo tên thành phố Hamburg của Đức.